# Kipushi (territorium)
Kipushi är ett territorium i Kongo-Kinshasa. Det ligger i provinsen Haut-Katanga, i den södra delen av landet, 1 600 km sydost om huvudstaden Kinshasa.